# Werksbahn der Carrières Watissart
Die Werksbahn der Carrières Watissart war eine Feldbahn der Quarzit- und Marmorsteinbrüche in Jeumont im Département Nord in der Region Hauts-de-France. In den ehemaligen Steinbrüchen liegt heute ein See, der als Naturschutz- und Naherholungsgebiet zum Fischen, Baden und Tauchen genutzt wird.

## Geschichte
In Jeumont wurde bereits 1790 im Auftrag von Charles Joseph de Ligne ein Steinbruch ausgebeutet, der aber um 1900 aufgegeben wurde. Zuvor hatten die Arbeiten in den Marmorsteinbrüchen zum wirtschaftlichen Aufschwung der Region beigetragen, so dass es vorübergehend drei Blausteinbrüche (Pierre Bleue), drei Marmorfabriken und acht Steinschleifereien gab, die heute alle verschwunden sind.
1930 gab es in Jeumont ein Granit-, Marmor- und Natursteinwerk von Edouard Rombaux-Roland, das sich auf grünen, blauen und rot-schwarzen Labrador-Granit, Syenit und Porphyr spezialisiert hatte. Es lieferte z. B. Belgisch Granit für das Gefallenendenkmal von Preuilly-la-Ville und importierte grünen und perlmuttfarbenem Labrador-Granit aus Norwegen für die Errichtung von Denkmalen. Anfang der 1930er Jahre lieferte das Unternehmen den Rose-Clarté-Granit für das Nationaldenkmal Les Fantômes des Bildhauers Paul Landowski zur Erinnerung an die zweite Marneschlacht sowie Trouieros-Granit für die Fassade des Postamts in Brest und Rouge-Trouieros-Granit für das amerikanische Denkmal in Brest. Zu dieser Zeit waren die ehemaligen Marmorsteinbrüche bereits erschöpft.
In den 1950er Jahren war der belgische Geologie-Ingenieur Paul Dumon der Direktor der Firma Les Marbres Français in Jeumont. Er veröffentlichte zwei Beiträge der Zeitschrift Le Mausolée, La géologie über die Steinbrüche.

## Werksbahn
In Jeumont wurde das Gestein zur Stahlerzeugung eingesetzt und auf Kanalschiffe und die Normalspurbahn verladen, da es in großen Mengen als Schotter für den Straßen- und Eisenbahnbau gebraucht wurde.
Die Werksbahn mit einer Spurweite von 600 mm führte von den Steinbrüchen zu den Schmieden und Büros am Bahnhof, in dessen Nähe um 1932 weitere metallverarbeitende Betriebe und Elektromotorwerke über die Schmalspurbahn erschlossen wurden. Die Decauville-Bahn wurde mit Dampflokomotiven und zahlreichen Kipploren betrieben. Von ihr sind heute noch Gleisreste auf dem Damm, der den See in zwei Teile teilt erhalten. Im neu angelegten Park an der Rue de la Gare folgen die Parkwege dem Streckenverlauf der ehemaligen Feldbahn.